# Замок Нойґебойде

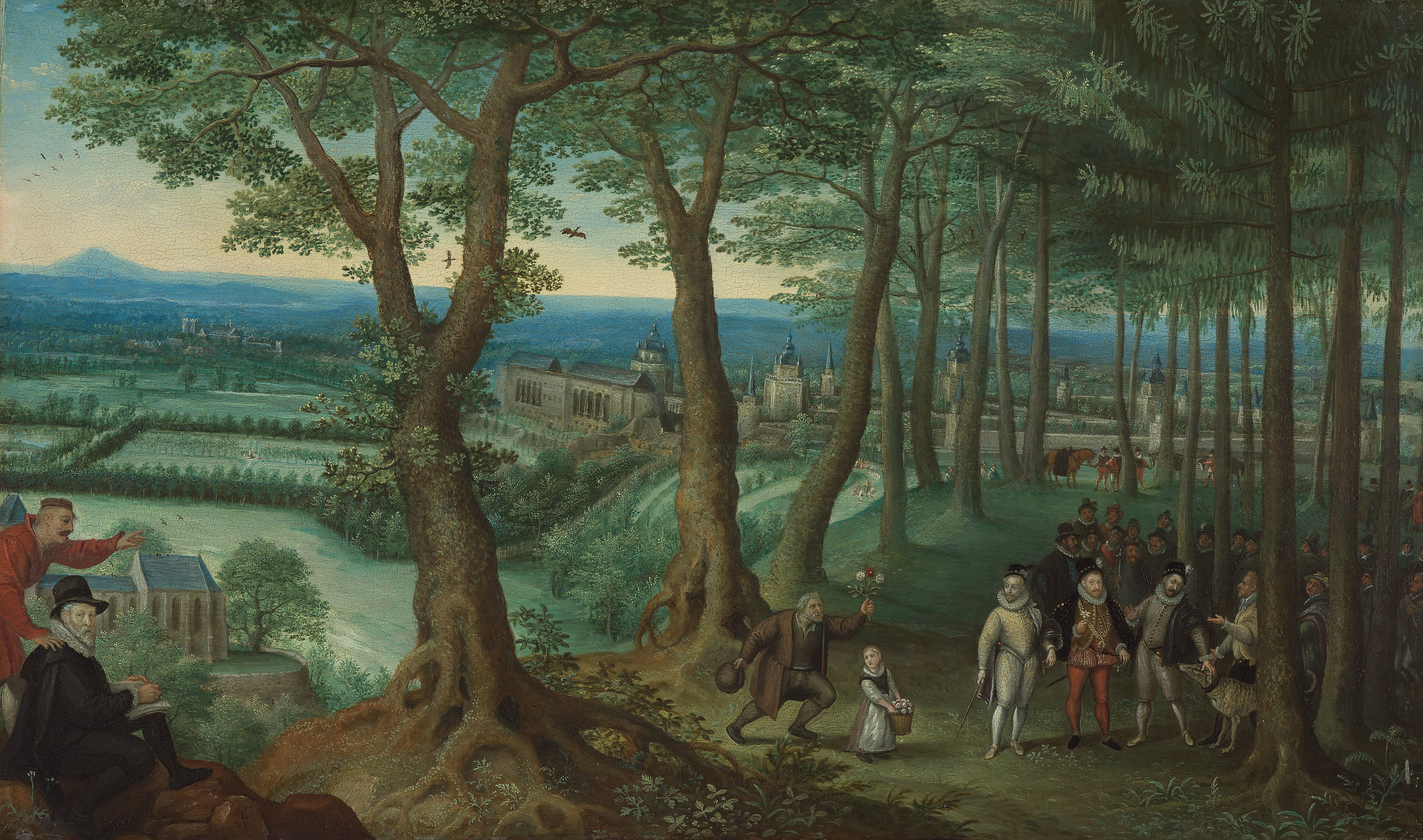
Прогулянка Рудольфа ІІ в лісі біля замку Нойгебойде. Худ. Л. ван Валкенборх. 1590/93

Замок Нойґебойде (нім. Schloss Neugebäude) розташований в 11 районі Відня Зіммерінг (нім. Simmering).

## Історія
За легендою за наказом імператора Максиміліана II Габсбурга маньєристичний замок збудували на місці, де в час першої облоги 1529 Відня стояв намет султана Сулеймана I Пишного. Неподалік знаходилась резиденція імператорів Кайзереберсдорф, а в Пратері Масиміліан на мисливських угіддях збудував мисливський замок Люстгаус (1560). Замок Нойґебойде задумувався як поєднання мисливського замку і оглядового Бельведеру для веселого проведення часу. Для будівництва імператор залучив 1568 свого надвірного архітектора Якопо Страда (нім. Jacopo Strada) На час смерті Максиміліана 1576 звозили підготовлені кам'яні блоки, мідь для покриття дахів, мармур, алебастр для будівництва, яке продовжив імператор Рудольф II хоча з меншою зацікавленістю. На 1600 будівництво завершили. 22 травня 1665 старе мідне покриття із замку перевозили для покриття дахів Гофбургу. В час другої турецької облоги 1683 замок не постраждав. 11 червня 1704 в час нападу куруців Ференца II Ракоці замок було спалено, а рідкісні тварини в імператорському звіринці (нім. Menagerie) вбито. Згодом фрагменти оздоблення замку Нойґебойде використали в Глорієтті саду палацу Шенбрунн.
З 1774 замок почали використовувати для зберігання пороху, військової амуніції, перенесених з міських бастіонів, а мури від міста почали розбирати. Це призвело до виродження замкових садів. В час революції 1848 тут розміщувались запаси боєприпасів австрійської армії. З 1869 боєприпаси було вивезено із замку, який використовувався військом до 1918 року. Замок передали 1922 громаді Відня, яка передала його промисловим компаніям. Через це в 1944/45 замок зазнав бомбових ударів авіації союзників. З 1975 розпочались спроби відновити замок Нойґебойде. Восени 2001 було засноване Товариство із збереження і відродження замку (нім. Vereins zur Erhaltung und Revitalisierung des Schloss Neugebäude). До травня 2002 було знесено усі будівлі, збудовані після 1945 р. З 2007 замок використовується як літній кінотеатр, театр, ринок, для виставок, концертів, вечірок, весіль та інших заходів. До 2010 на реставрацію фасадів витратили 600.000 Євро.
Замок складається з Центральної будівлі з двома терасами, Левового двору (Löwenhof) з господарськими спорудами, Верхнього саду з саду фазанів і квітників, неіснуючого північного саду з ставком, молочної ферми за межами сьогоднішнього замку.

## Зображення

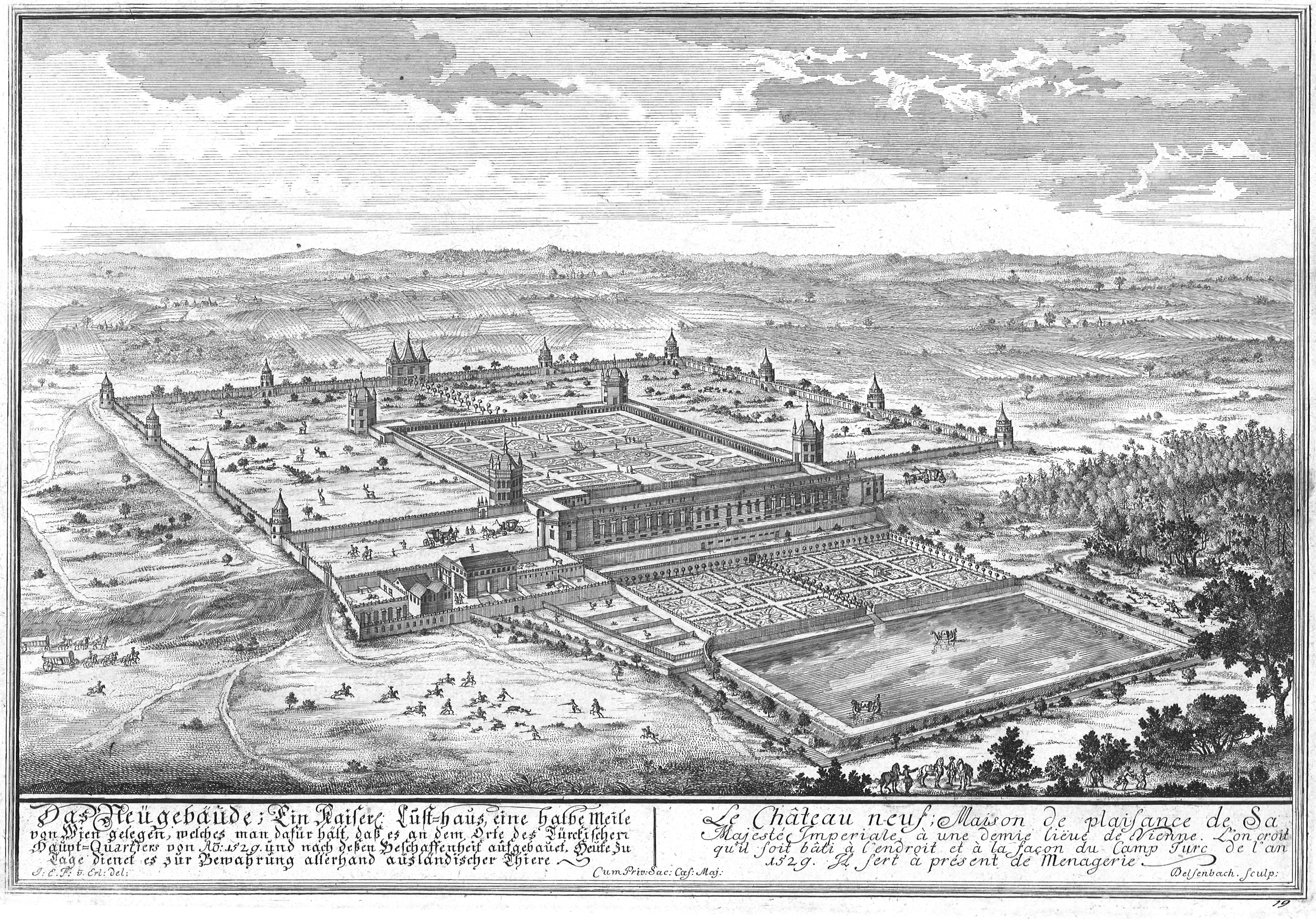
Панорама замку. 1720
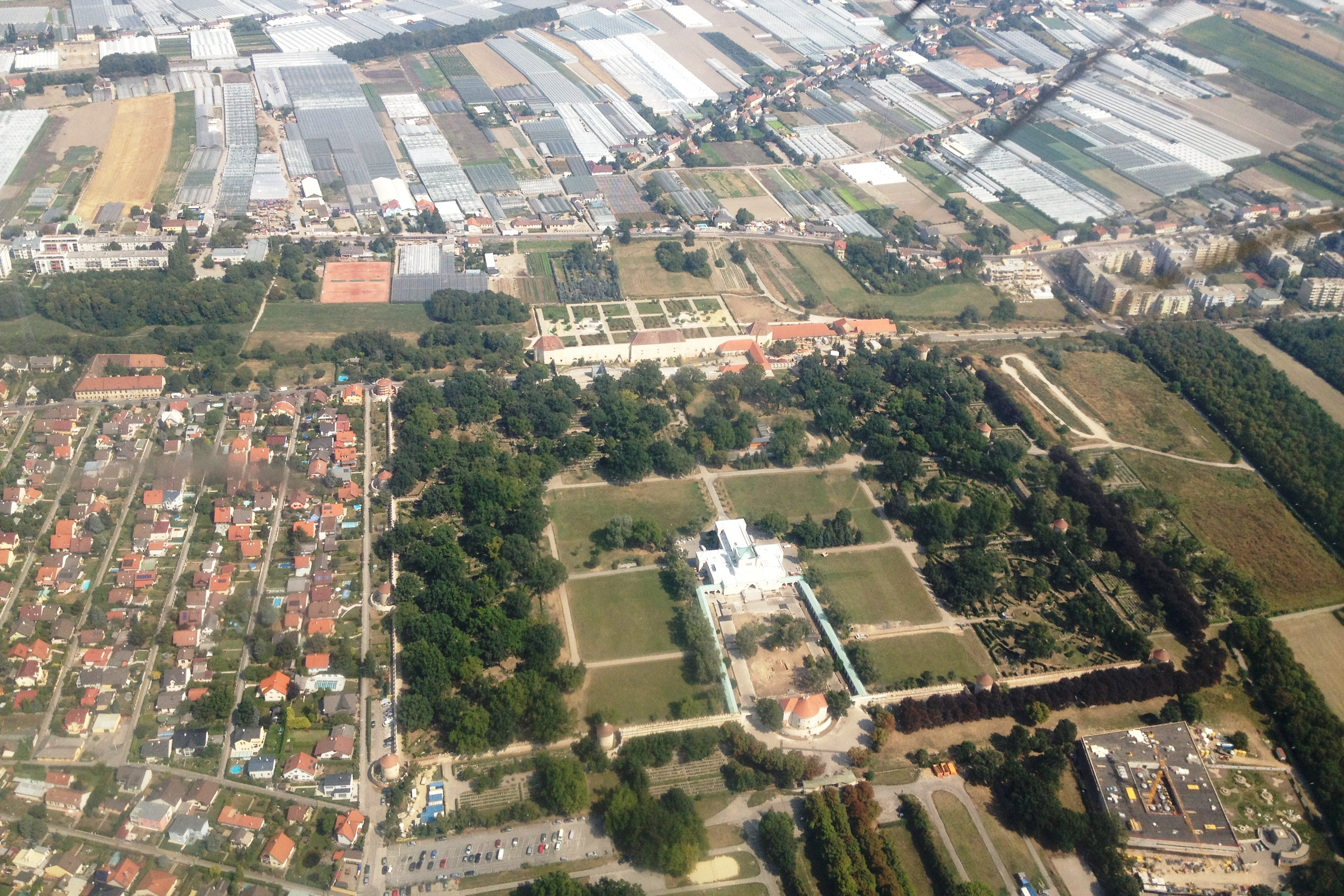
Сучасна панорама з повітря
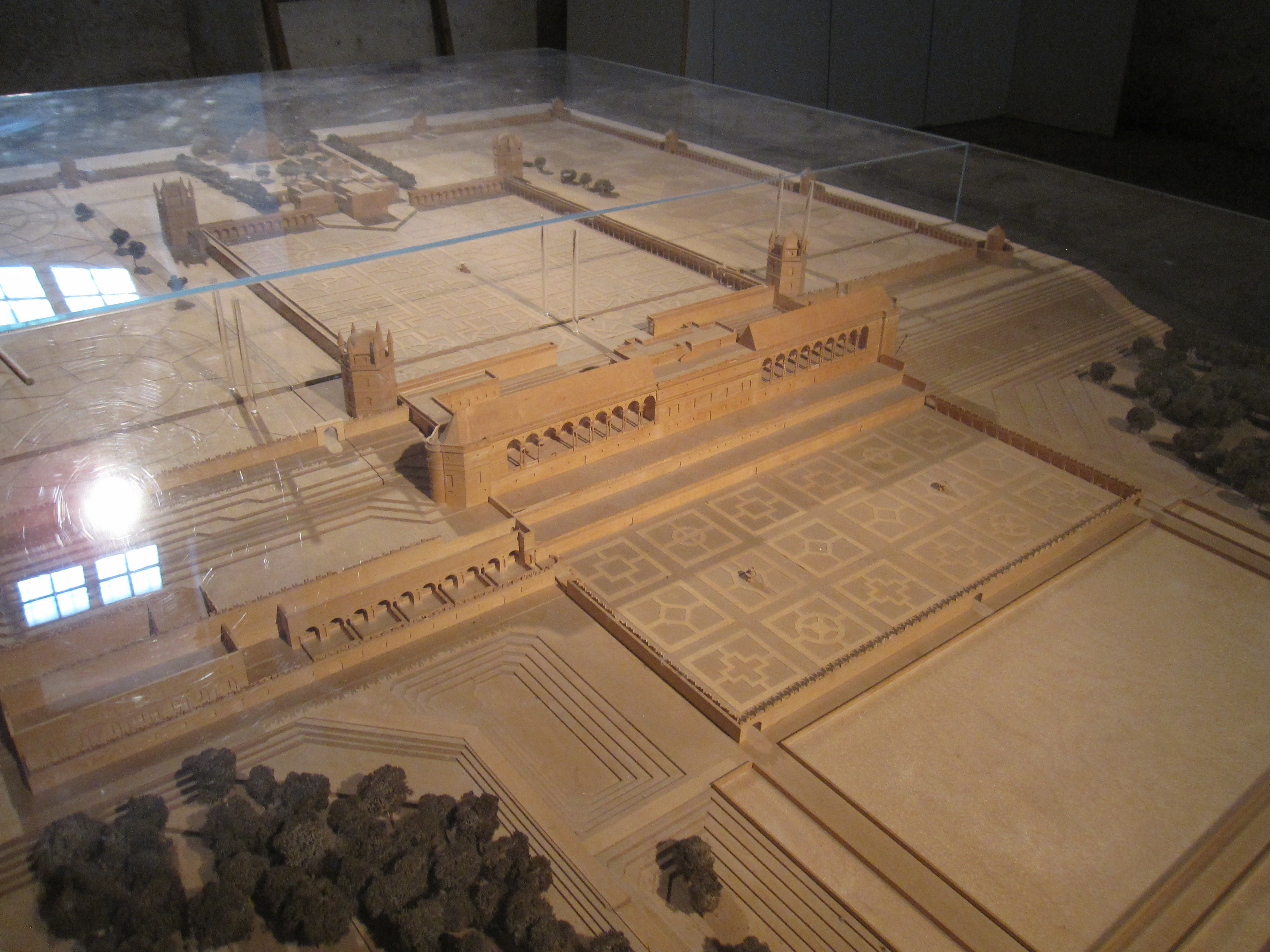
Макет замку
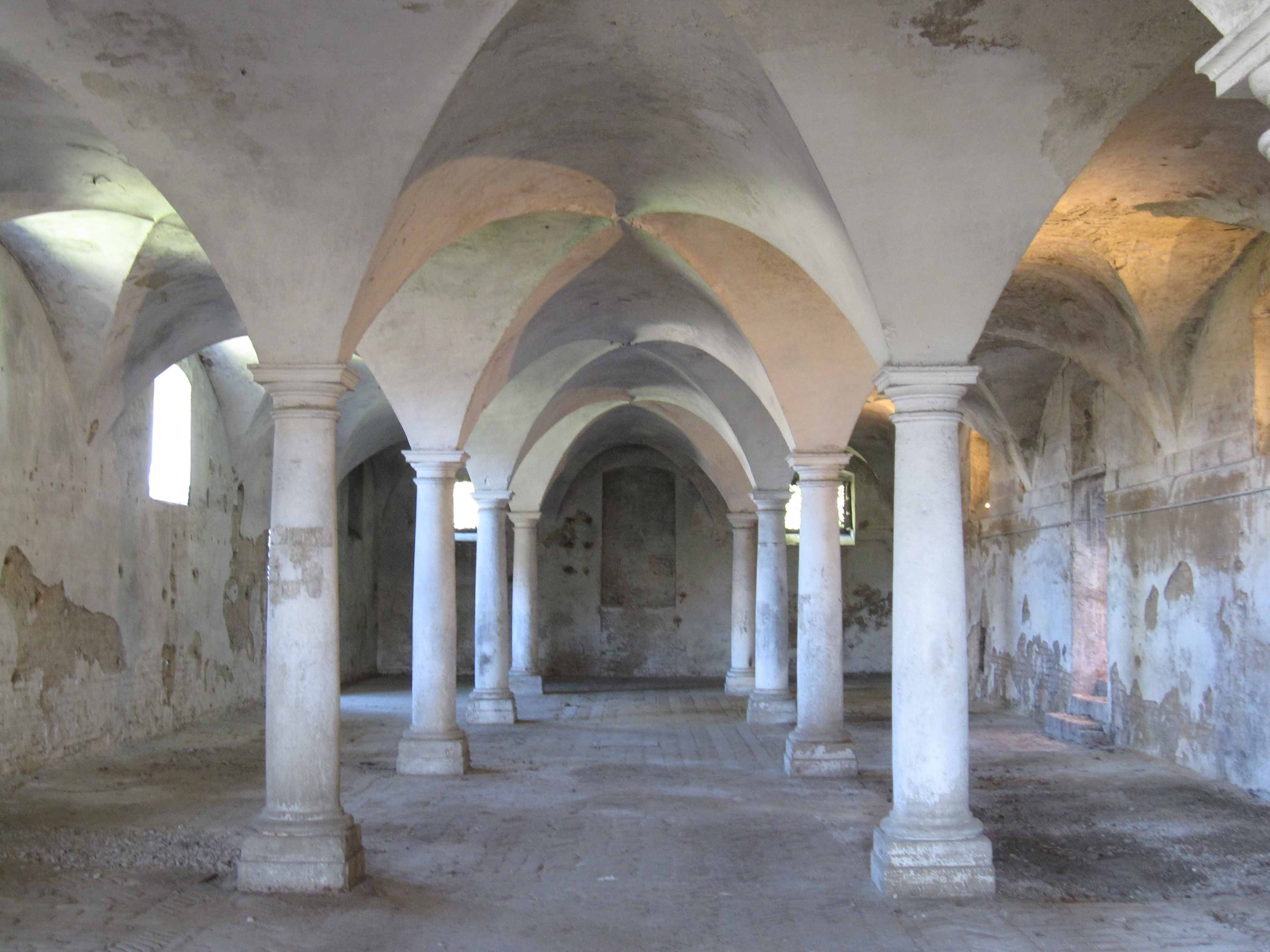
Стайні
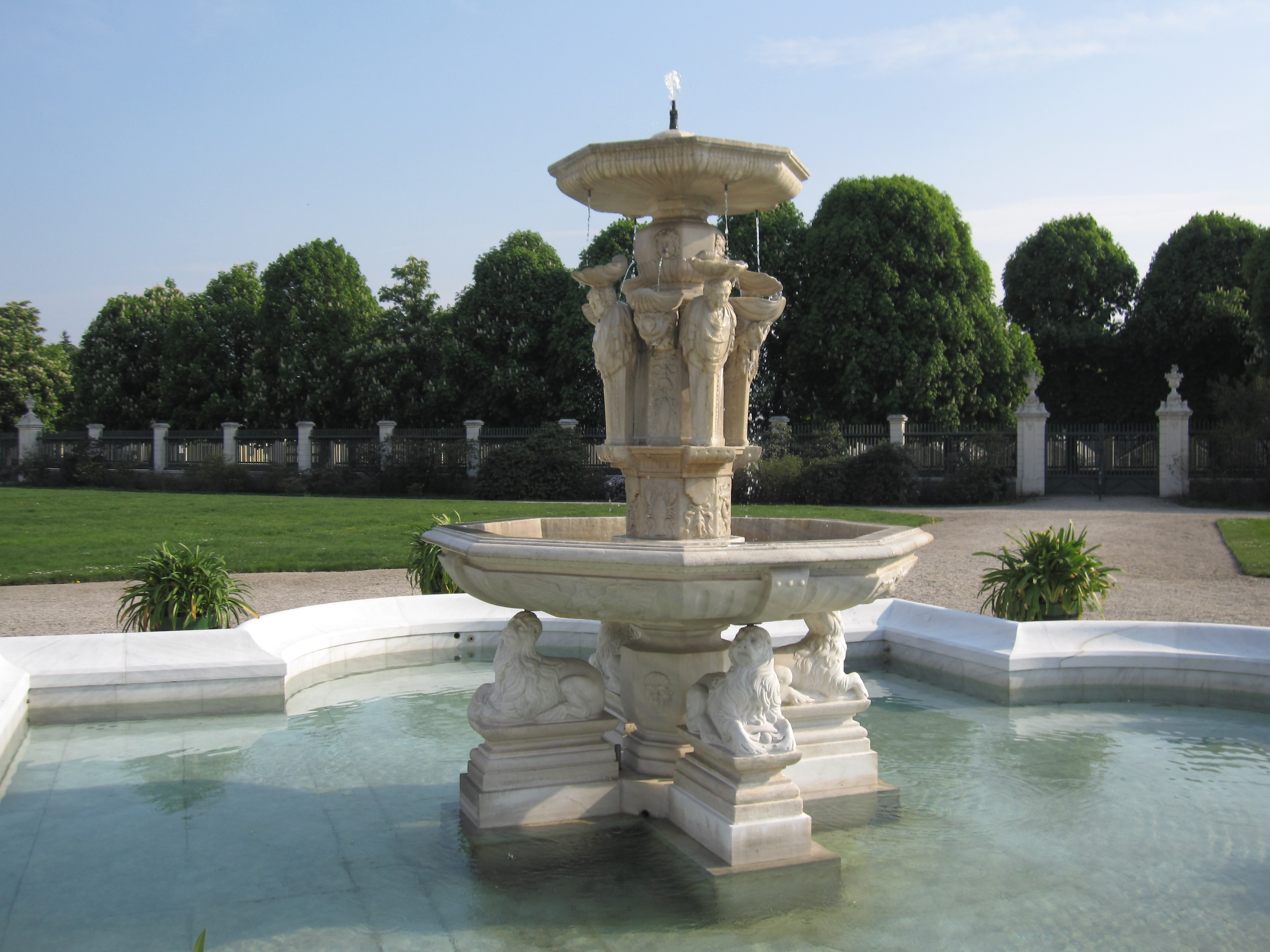
Фонтан із замку у парку Шонбрунн